# I millenni
(Giulio Einaudi)

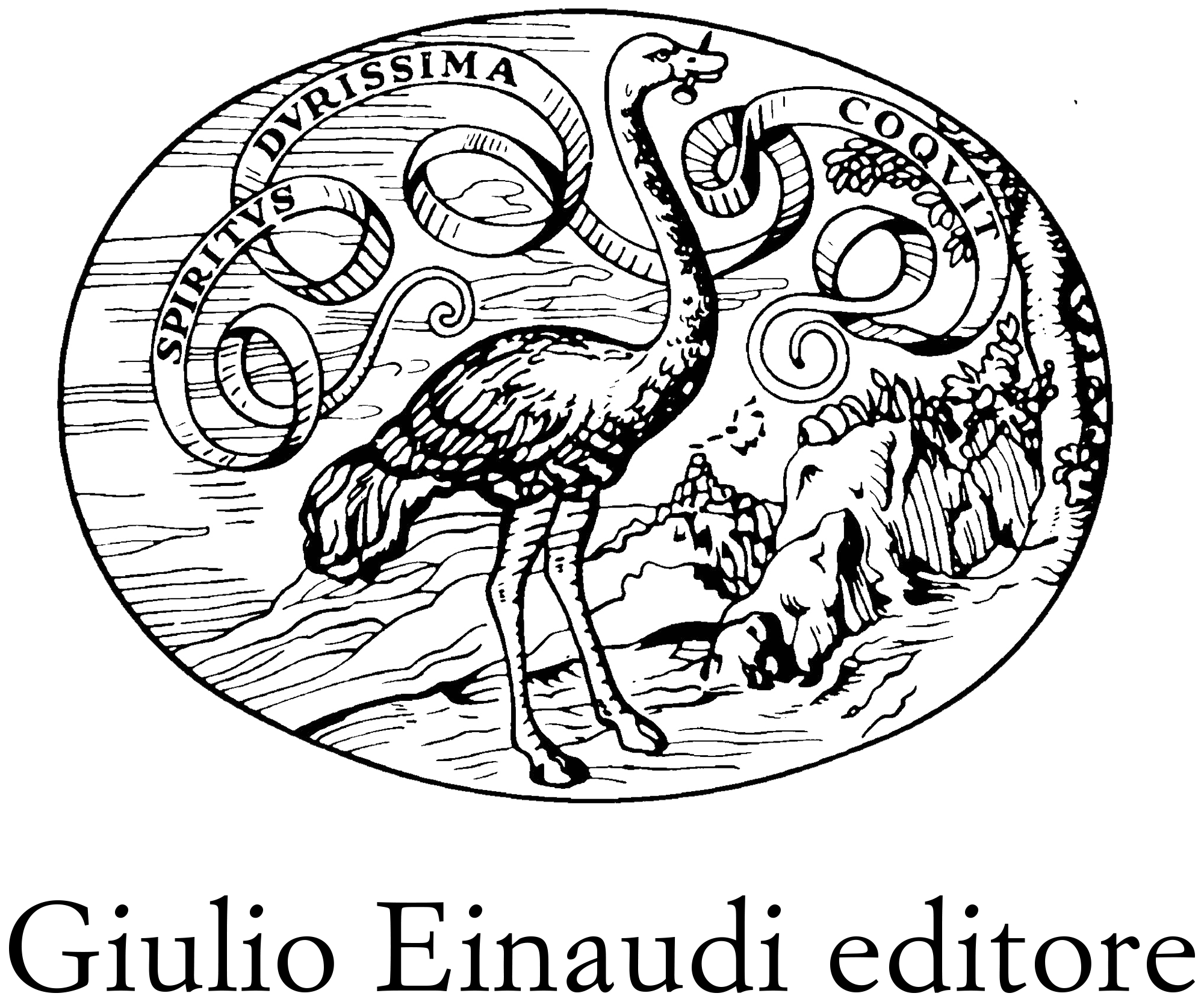
L'emblema dello struzzo, la celebre marca editoriale dell'Einaudi, che si trova spesso sui volumi de I millenni, ma non identifica la collana.

I millenni sono una collana editoriale di alto livello, fondata nel 1947 da Cesare Pavese e pubblicata da Giulio Einaudi Editore. Considerata la collana "ammiraglia" della casa editrice, ospita «classici da riscoprire o riproporre a una lettura attuale»; si contraddistingue per il respiro internazionale e l'assenza di vincoli geografici e temporali nella scelta dei titoli.

## Storia
Ideata personalmente da Pavese nel 1945 e da lui stesso diretta fino alla sua morte nel 1950, sostituì la collana Giganti varata nel 1942, ma uscita col solo titolo Le confessioni d'un italiano di Ippolito Nievo. Vi sono pubblicati generi letterari diversi: classici d'ogni tempo e di ogni paese, opere poetiche, saggi di storia, racconti di viaggi e raccolte di fiabe. L'impostazione editoriale promossa da Pavese era quella di integrare la cultura antica con quella contemporanea secondo la felice formula: «rendere contemporaneo Omero e insieme "classico" Hemingway».
Dopo la morte di Pavese, la collana fu diretta da Daniele Ponchiroli, che incrementò e ampliò le pubblicazioni annue, presentate in una veste filologica, linguistica e grafica innovativa; divenne più forte l'attenzione all'Ottocento, mentre diminuirono i contemporanei. Un tratto emblematico fu l'attenzione per le fiabe, culminata nella pubblicazione delle Fiabe italiane di Italo Calvino. Ponchiroli entrò all'Einaudi per occuparsi, assieme a Carlo Muscetta, del Parnaso italiano, una serie di 11 volumi all'interno de I millenni, pubblicati fra il 1954 e il 1969. In seguito, la collana fu diretta da Carlo Carena.
Numerati fino al n.57 del 1962, I millenni hanno poi assunto nuova veste e perduto la numerazione. Dagli anni sessanta la preziosa collana è definita anche dalla sue proprietà materiali: la carta usata è quella della cartiera Fedrigoni di Verona, produttore leader a livello mondiale nel settore della carta di lusso; i volumi sono tutti caratterizzati da un ricco apparato illustrativo ed elegantemente rilegati in tela editoriale bianca con sovraccoperta illustrata a stampa, un'ulteriore protezione in acetato trasparente e cofanetto rigido coi piatti anch'essi illustrati a stampa e i tagli in tela marrone; il taglio superiore delle pagine è colorato di marrone e dello stesso colore è il nastrino segnalibro.
Molti titoli vengono presentati, dopo qualche tempo, anche in altre collane einaudiane.
Il responsabile odierno della collezione I millenni è Mauro Bersani.

## Pubblicazioni
I titoli della collana, in ordine cronologico secondo la prima edizione, sono i seguenti:
1947
- 1. Ernest Hemingway, I quarantanove racconti, Traduzione di Giuseppe Trevisani
- 2. Edgar Lee Masters, Spoon River Anthology, Traduzione di Fernanda Pivano

1948
- 3. Sofocle, Le tragedie, Traduzione di Giuseppina Lombardo Radice; seconda edizione riveduta e corretta (1952)
- 4. Umberto Saba, Canzoniere: 1900-1947; nuova ed. 1900-1954 (1961)
- 5. Le mille e una notte, 4 voll., prima versione italiana integrale dall'arabo diretta da Francesco Gabrieli, con 16 tavole
- 6. Fëdor Dostoevskij, I fratelli Karamazov, 2 voll., Traduzione di Agostino Villa; nuova ed. (1970) con un saggio di Sigmund Freud

1949
- 7. Renato Poggioli (a cura di), Il fiore del verso russo
- 8. Giovanni Boccaccio, Il Decameron, a cura di Giuseppe Petronio; nuova ed. (1966) con un saggio di Erich Auerbach
- 9. Mark Twain, Le avventure di Tom Sawyer e di Huckleberry Finn, Traduzione di Enzo Giachino

1950
- 10. Voltaire, Dizionario filosofico, a cura di Mario Bonfantini
- 11. Anton Čechov, Racconti, 2 voll., Traduzione di Agostino Villa
- 12. Walt Whitman, Foglie d'erba e prose, Traduzione di Enzo Giachino
- 13. Omero, Iliade, Traduzione di Rosa Calzecchi Onesti, a cura di Cesare Pavese,[6] nuova ed. (1991) con un saggio di Pierre Vidal-Naquet
- 14. Ludovico Ariosto, Orlando furioso, a cura di Elio Vittorini

1951
- 15. Nathaniel Hawthorne, Le allegorie del cuore e La lettera scarlatta, Traduzione di Enzo Giachino
- 16. Jacob e Wilhelm Grimm, Le fiabe del focolare, prima versione integrale italiana, introduzione di Giuseppe Cocchiara, Traduzione di Clara Bovero, con 12 tavole
- 17. Saint-Simon, Memorie, a cura di Mario Bonfantini, 1951-1973

1952
- 18. Alfred de Musset, Commedie e proverbi, prefazione di Pietro Paolo Trompeo, Traduzione di Agostino Richelmy
- 19. Lev Tolstoj, Racconti, 3 voll., a cura di Agostino Villa
- 20. Federico García Lorca, Teatro, prefazione e Traduzione di Vittorio Bodini, con 20 tavole
- 21. Carlo Goldoni, Commedie, 4 voll., a cura di Elio Vittorini

1953
- 22. François Rabelais, Gargantua e Pantagruel, 2 voll., a cura di Mario Bonfantini; 1966- 1 vol.
- 23. Aleksandr Nikolaevič Afanas'ev, Antiche fiabe russe, Traduzione di Gigliola Venturi, prefazione di Franco Venturi, con 76 figure nel testo e 8 tavole

1954
- 24. Herman Melville, Billy Budd e altri racconti, prefazione e Traduzione di Enzo Ghiachino
- 25. Il libro di Marco Polo detto "Il Milione" nella versione trecentesca dell'"ottimo", a cura di Paolo Rivalta, prefazione di Sergio Solmi, con 25 tavole
- 26. Hans Christian Andersen, Fiabe, Traduzione di Alda Manghi e Marcella Rinaldi, prefazione di Knud Ferlov

1954-1969
- 27. Parnaso italiano: crestomazia della poesia italiana dalle origini al Novecento
  - I. Poesia del Duecento e del Trecento, a cura di Carlo Muscetta e Paolo Rivalta (1956), con 16 tavole
  - II., Dante Alighieri, La Divina Commedia. Le Rime. I versi della Vita Nuova. Le canzoni del Convivio, a cura di Cesare Garboli (1954), con 27 tavole
  - III., Francesco Petrarca, Canzoniere, Trionfi, rime varie e una scelta di versi latini, a cura di Carlo Muscetta e Daniele Ponchiroli, col rimario del Canzoniere e dei Trionfi (1958), con 12 tavole
  - IV. Poesia del Quattrocento e del Cinquecento, a cura di Carlo Muscetta e Daniele Ponchiroli (1959), con 17 tavole
  - V., Ludovico Ariosto, Orlando furioso, le Satire, i Cinque canti e una scelta delle altre opere minori, 2 voll., a cura di Carlo Muscetta e Luca Lamberti (1962), con 26 tavole
  - VI. Torquato Tasso, Gerusalemme liberata, Aminta, rime scelte e versi della Gerusalemme conquistata, dal Rinaldo e dal Mondo creato, a cura di Luigi De Vendittis (1961), con 11 tavole
  - VII. Poesia del Seicento, 2 voll., a cura di Carlo Muscetta e Pier Paolo Ferrante (1964), con 24 tavole
  - VIII. Poesia del Settecento, 2 voll., a cura di Carlo Muscetta e Maria Rosa Massei (1967), con 20 tavole
  - IX., Giacomo Leopardi, Canti, Paralipomeni, poesie varie, traduzioni poetiche e versi puerili, a cura di Carlo Muscetta e Giuseppe Savoca, con le concordanze dell'opera poetica (1968), con 10 tavole
  - X. Poesia dell'Ottocento, 2 voll., a cura di Carlo Muscetta e Elsa Sormani (1968), con 30 tavole
  - XI. Poesia del Novecento, a cura di Edoardo Sanguineti (1969), con 15 tavole

1955
- 28. Jean-Jacques Rousseau, Le confessioni, introduzione di Jean Guéhenno, Traduzione di Michele Rago
- 29. Chin P'ing Mei: romanzo cinese del secolo XVI, a cura di Piero Jahier e Maj-Lis Rissler Stoneman, introduzione di Arthur Waley, con 15 tavole
- 30. Fiabe africane, a cura di Paul Radin, prefazione di Italo Calvino, Traduzione di Adriana Motti

1956
- 31. Eschilo, Le tragedie, a cura di Carlo Carena
- 32. Ippolito Nievo, Le confessioni d'un italiano, prefazione di Emilio Cecchi, con 8 tavole
- 33. Italo Calvino, Fiabe italiane raccolte dalla tradizione popolare durante gli ultimi cento anni e trascritte in lingua dai vari dialetti
- 34. I briganti: antico romanzo cinese, a cura di Franz Kuhn, prefazione di Martin Benedikter, Traduzione di Clara Bovero

1957
- 35. Miguel de Cervantes, Don Chisciotte della Mancia, introduzione e traduzione di Vittorio Bodini
- 36. Madame d'Aulnoy, Charles Perrault et al., I racconti delle fate. Fiabe francesi della corte del Re Sole e del secolo XVIII,[7] prefazione di André Bay, Traduzione di Elena Giolitti (prosa) e Diego Valeri (versi), nota di E. Giolitti, con 12 tavole
- 37. Murasaki Shikibu, Storia di Genji il principe splendente: romanzo giapponese dell'XI secolo, a cura di Adriana Motti dall'edizione di Arthur Waley, con 8 tavole

1958
- 38. Isaak Babel', I racconti, Traduzione di Renato Poggioli e Franco Lucentini
- 39. Il sogno della camera rossa: romanzo cinese del secolo XVIII, a cura di Franz Kuhn, Traduzione di Clara Bovero e Carla Pirrone Riccio, con 27 illustrazioni originali di Kai Ch'i
- 40. Margherita di Navarra, L'Eptameron, a cura di Emilio Faccioli
- 41. Francesco Carletti, Ragionamenti del mio viaggio intorno al mondo, a cura di Gianfranco Silvestro
- 42. Plutarco, Vite parallele, 3 voll., Introduzione e traduzione a cura di Carlo Carena, con 42 incisioni, 1958- 2 voll, 3ª ed. 1965, 5ª ed. 1975-1982
- 43. Aleksandr Puškin, Romanzi e racconti, prefazione di Angelo Maria Ripellino, Traduzione di Leone Ginzburg, Alfredo Polledro e Agostino Villa

1959
- 44. Bertolt Brecht, Poesie e canzoni, a cura di Ruth Leiser e Franco Fortini, con bibliografia musicale di Giacomo Manzoni
- 45. Henrik Ibsen, I drammi, 3 voll. (2 voll. nelle successive edizioni), introduzione di Franco Antonicelli, Traduzione di Anita Rho, con 17 riproduzioni di opere grafiche di Edvard Munch

1960
- 46. Aleksandr Puškin, Poemi e liriche, a cura di Tommaso Landolfi
- 47. Anton Čechov, Epistolario, 2 voll., a cura di Gigliola Venturi e Clara Coisson
- 48. Alessandro Manzoni, I promessi sposi: storia milanese del secolo XVII scoperta e rifatta da, introduzione di Alberto Moravia, con 17 disegni di Renato Guttuso
- 49. Baldesar Castiglione, Il libro del Cortegiano, a cura di Giulio Preti
- 50. William Shakespeare, Il teatro, 3 voll., Traduzione di Cesare Vico Lodovici, preceduto da note di Boris Pasternak, illustrazioni di Henry Fuseli presentate da Giulio Carlo Argan

1961
- 51. Marcel Proust, Alla ricerca del tempo perduto, 3 voll., a cura di Paolo Serini, Traduzione di Franco Calamandrei, Giorgio Caproni, Franco Fortini, Natalia Ginzburg, Elena Giolitti, Nicoletta Neri e Paolo Serini, nota di Giacomo Debenedetti; nuova ed. (1978) sul testo stabilito da Pierre Clarac e André Ferré, a cura di Mariolina Bongiovanni Bertini, con un saggio di Giovanni Macchia
- 52. Aleksandr Puškin, Teatro e favole, con "Tre capitoli su Puskin" di Angelo Maria Ripellino, versioni di Tommaso Landolfi
- 53. M.E. Saltykòv-Ščedrin, Gli antichi tempi di Pošechone, a cura di Gigliola Venturi
- 54. Le trecento poesie T’ang, versioni dal cinese e introduzione di Martin Benedikter, con 32 tavole

1962
- 55. Lev Tolstoj, Guerra e pace, 2 voll., con un saggio di Thomas Mann, Traduzione di Enrichetta Carafa d'Andria riveduta da Leone Ginzburg[8]
- 56. Blaise Pascal, Pensieri, a cura di Paolo Serini
- 57. Peter Christen Asbjørnsen e Jørgen Moe, Fiabe norvegesi, a cura di Alda Castagnoli Manghi, prefazione di Vittorio Santoli, con 14 tavole

1963
- Robert Louis Stevenson, L'isola del tesoro, a cura di Piero Jahier,
- Daniel Defoe, Robinson Crusoe, a cura di Antonio Meo, con un saggio di James Joyce,
- Ferdinando Gregorovius, Storia della città di Roma nel Medioevo, 3 voll., introduzione di Waldemar Kampf, Traduzione di Andrea Casalegno, con 24 tavole
- Jonathan Swift, I viaggi di Gulliver, Traduzione di Lidia Storoni Mazzolani, con un saggio di William Makepeace Thackeray

1964
- Gustave Flaubert, Bouvard e Pécuchet, Traduzione di Camillo Sbarbaro, con un saggio di Lionel Trilling
- Marco Valerio Marziale, Epigrammi, versione di Guido Ceronetti, con un saggio di Concetto Marchesi
- Ivan Turgenev, Memorie di un cacciatore, Traduzione di Clara Coisson, con un saggio di Viktor Sklovskij
- Lev Tolstoj, I quattro libri di lettura, a cura di Agostino Villa

1965
- Garci Rodríguez de Montalvo, Amadigi di Gaula, a cura di Antonio Gasparetti
- Pierre Choderlos de Laclos, Le amicizie pericolose, prefazione di Arrigo Cajumi; Traduzione di Adolfo Ruata
- Charles Dickens, David Copperfield, prefazione e traduzione di Cesare Pavese
- Fëdor Dostoevskij, I demoni, prefazione di Leone Ginzburg, Traduzione di Alfredo Polledro
- Fëdor Dostoevskij, L'idiota, prefazione di Leone Ginzburg, Traduzione di Alfredo Polledro
- Ivan Gončarov, Oblomov, prefazione e traduzione di Ettore Lo Gatto
- Robert Louis Stevenson, Il signor di Ballantrae, prefazione di Giorgio Manganelli, Traduzione di Giulia Celenza
- Alexandre Dumas, I tre moschettieri, introduzione di Giorgio Manganelli, Traduzione di Marisa Zini
- Fëdor Dostoevskij, Umiliati e offesi, introduzione di Ernesto Livraghi, Traduzione di Clara Coisson
- Robert Musil, L'uomo senza qualità, introduzione di Cesare Cases, Traduzione di Anita Rho, a cura di Adolf Frise

1966
- Nikolaj Gogol', Le anime morte, saggio introduttivo di Valerij Brjusov, Traduzione di Agostino Villa
- Agostino, Le confessioni, prefazione di Michele Pellegrino, Traduzione e note di Carlo Carena
- Jules Verne, Il giro del mondo in ottanta giorni, con 42 incisioni dall'edizione originale, Traduzione di Maria Vittoria Malvano, con un saggio di Michel Foucault; nuova ed. (1970) con 55 incisioni
- Carlo Goldoni, Memorie, prefazione e traduzione di Eugenio Levi, note a cura di Ugo De Carli e Guido Davico Bonino
- Gérard de Nerval, I racconti, Traduzione di Elena Citati e Franco Calamandrei, con un saggio di Théophile Gautier

1967
- Costantino Nigra, Canti popolari del Piemonte, prefazione di Giuseppe Cocchiara (I ed. numerata di 1000 esemplari, 1957); nuova edizione a cura di Franco Castelli, Emilio Jona e Alberto Lovatto, introduzione di Alberto Mario Cirese, con 2 CD, 2009
- Thomas Mann, I Buddenbrook. Decadenza di una famiglia, introduzione di Cesare Cases, Traduzione di Anita Rho
- Jean de La Fontaine, Favole, nella versione di Emilio De Marchi, introduzione e note a cura di Vittorio Lugli con 72 incisioni di Grandville
- William Makepeace Thackeray, La fiera della vanità: romanzo senza eroe, con 39 illustrazioni dell'autore, prefazione di Mario Praz, Traduzione di Jole Pinna Pintor
- I Salmi, a cura di Guido Ceronetti
- Petronio, Satyricon, a cura di Vincenzo Ciaffi
- Edward Gibbon, Storia della decadenza e caduta dell'Impero romano, 3 voll., Traduzione di Giuseppe Frizzi, con un saggio di Arnaldo Momigliano
- Ruzante, Teatro, Prima edizione completa. Testo, traduzione a fronte e note a cura di Ludovico Zorzi, con 10 tavole

1968
- Cornelio Tacito, Opere: Annali, Storie, Germania, Agricola, Dialogo degli oratori, Traduzione di Camillo Giussani, commento di Albino Garzetti, introduzione di Alain Michel, con un indice dei nomi propri e geografici
- Bertolt Brecht, Poesie, 1918-1933, Traduzione di Emilio Castellani e Roberto Fertonani
- Guy de Maupassant, Racconti e novelle, 3 voll., Traduzione di Viviana Cento, Ornella Galdenzi, Clara Lusignoli e Gioia Zannino Angiolillo, con un saggio di Henry James, con 64 tavole
- Marco Aurelio, I ricordi, Traduzione di Francesco Cazzamini-Mussi, revisione della traduzione, introduzione e note a cura di Carlo Carena
- Gustave Flaubert, La signora Bovary: costumi di provincia, prefazione e traduzione di Libero Bigiaretti

1969
- Ernst Theodor Amadeus Hoffmann, Romanzi e racconti, 3 voll., a cura di Carlo Pinelli. prefazione di Claudio Magris, traduzione di Carlo Pinelli, Alberto Spaini e Giorgio Vigolo
- Daniel Defoe, Fortune e sfortune della famosa Moll Flanders, introduzione di Mark Schorer, prefazione e traduzione di Cesare Pavese
- Letteratura e poesia dell'antico Egitto, prefazione di Sergio Donadoni, a cura di Edda Bresciani, con 14 illustrazioni a colori in tavole fuori testo tratte da I monumenti dell'Egitto e della Nubia, editi da Ippolito Rossellini nel 1832; Nuova ed. accresciuta, 1990
- I lirici greci: età arcaica, Traduzione di Filippo Maria Pontani
- Gaio Valerio Catullo, Le poesie, a cura di Guido Ceronetti
- Friedrich Schiller, Teatro, prefazione di Hans Mayer, traduzione di Barbara Allason e Maria Donatella Ponti
- I Vangeli apocrifi, a cura di Marcello Craveri, con un saggio di Geno Pampaloni

1970
- Fëdor Dostoevskij, L'adolescente, prefazione di Angelo Maria Ripellino, traduzione di Eva Kühn Amendola
- William H. Prescott, La conquista del Messico, saggio introduttivo di William Charvat e Michael Kraus, con 8 tavole
- William H. Prescott, La conquista del Perù, con 6 tavole
- Platone, Dialoghi, nella versione di Francesco Acri, a cura di Carlo Carena, con un saggio di Piero Treves
- Sesto Properzio, Elegie, a cura di Gabriella Leto, con un saggio di Antonio La Penna
- Edward Lear, Il libro dei nonsense, a cura di Carlo Izzo, 1970, 1982
- Matthew Lewis, Il Monaco, Traduzione di Bruno Fonzi, con un saggio di Mario Praz
- Thomas Hardy, Tess dei d'Urbervilles, prefazione e traduzione di Aurelio Zanco

1971
- Alessandro Manzoni, Fermo e Lucia, Appendice storica su la Colonna infame, I promessi sposi nelle due edizioni del 1840 e del 1825-27 raffrontate tra loro, Storia della colonna infame, 2 voll., L'Officina dei classici, a cura di Lanfranco Caretti, con un indice analitico dei personaggi e delle cose notevoli
- Eugène Fromentin, Dominique, prefazione di Roland Barthes, traduzione di Rosetta Loy Provera
- Massimo d'Azeglio, I miei ricordi, a cura di Alberto M. Ghisalberti, con 12 tavole
- Decimo Giunio Giovenale, Satire, a cura di Guido Ceronetti
- Aulo Persio Flacco, Le satire, a cura di Saverio Vollaro, in appendice traduzione di Vincenzo Monti e Vita di Persio di Valerio Probo
- Voltaire, Il secolo di Luigi XIV, introduzione di Ernesto Sestan, traduzione di Umberto Morra di Lavriano
- Francesco Guicciardini, Storia d'Italia, 3 voll., a cura di Silvana Seidel Menchi, con un saggio di Felix Gilbert
- Jules Michelet, La strega, Traduzione di Maria Vittoria Malvano, con un saggio di Roland Barthes,
- John Ford, Teatro, a cura di Enzo Giachino

1972
- Aristofane, Le commedie, a cura di Raffaele Cantarella
- Miguel de Cervantes, Intermezzi, a cura di Vittorio Bodini
- I Nibelunghi, Traduzione di Laura Mancinelli
- Victor Hugo, Notre-Dame de Paris, introduzione di Marius François Guyard, traduzione di Clara Lusignoli
- Blaise Pascal, Le provinciali, a cura di Giulio Preti
- Jean-Henri Fabre, Ricordi di un entomologo, a cura di Giorgio Celli

1973
- Antiche saghe islandesi, a cura di Marco Scovazzi
- Lucio Apuleio, L'asino d'oro, Traduzione di Massimo Bontempelli, con uno scritto di Vincenzo Ciaffi
- Iscrizioni funerarie, sortilegi e pronostici di Roma antica, a cura di Lidia Storoni Mazzolani, introduzione di Guido Ceronetti
- Johann Wolfgang von Goethe, Teatro, prefazione di André Gide, traduzione di Italo Alighiero Chiusano, Maria Luisa Spaziani, Fedele d'Amico, Gilberto Forti

1974
- Bertolt Brecht, Teatro, 4 voll., a cura di Emilio Castellani, introduzione di Hans Mayer, con 43 incisioni di Otto Dix
- Lev Tolstoj, Anna Karenina, Traduzione di Leone Ginzburg, prefazione di Natalia Ginzburg
- Terenzio, Le commedie, a cura di Beniamino Proto, con un saggio di Charles Augustin de Sainte-Beuve
- Luciano di Samosata, I Dialoghi: Dialoghi degli dei, Dialoghi marini, Dialoghi dei morti, Dialoghi delle cortigiane, versione di Luigi Settembrini, con un saggio di Leonardo Sciascia
- Emma Perodi, Fiabe fantastiche: novelle della nonna, saggio introduttivo di Antonio Faeti, con 45 illustrazioni di G. Piattoli
- Lev Tolstoj, Resurrezione, prefazione di Natalia Ginzburg, Traduzione di Clara Coïsson
- Edgar Quinet, La rivoluzione, introduzione e traduzione di Alessandro Galante Garrone, con 10 tavole

1975
- Plauto, Le commedie, a cura di Carlo Carena, con 42 figure nel testo
- Concordanza della «Commedia» di Dante Alighieri: Testo critico del poema, rimario e indice analitico, 4 voll., L'Officina dei classici, a cura di Luciano Lovera con la collaborazione di Rosanna Bettarini e Anna Mazzarello, premessa di Gianfranco Contini, testo critico secondo l'antica vulgata stabilito da Giorgio Petrocchi, indice analitico dei nomi e delle cose notevoli a cura di Francesco Mazzoni
- Pietro Aretino, Sei giornate, a cura di Guido Davico Bonino

1976
- I lirici corali greci: età classica, Traduzione di Filippo Maria Pontani
- Elsa Morante, La Storia: romanzo
- Giovan Pietro Bellori, Le vite de' pittori, scultori et architetti moderni, a cura di Evelina Borea, introduzione di Giovanni Previtali, con 38 tavole

1977
- Lucio Giunio Moderato Columella, L'arte dell'agricoltura e Libro sugli alberi, Traduzione di Rosa Calzecchi Onesti, introduzione e note di Carlo Carena, con 12 tavole
- Procopio di Cesarea, Le guerre: persiana, vandalica, gotica, a cura di Marcello Craveri, introduzione di Filippo Maria Pontani
- Bertolt Brecht, Poesie, 1933-1956, Traduzione di Mario Carpitella e altri

1978
- Giovanni Battista Ramusio, Navigazione e viaggi, vol. 1 [di 6], a cura di Marica Milanesi, con 15 tavole
- Antologia Palatina, Libri I-VI, vol. 1 [di 4], a cura di Filippo Maria Pontani, La storia del testo di Anna Meschini [Pontani],[9] con 13 tavole; riedito nel 2022
- Gottfried von Straßburg, Tristano, Traduzione di Laura Mancinelli

1979
- Giovanni Battista Ramusio, Navigazione e viaggi, vol. 2 [di 6], a cura di Marica Milanesi, con 15 tavole
- Antologia Palatina, Libri VII-VIII, vol. 2 [di 4], a cura di Filippo Maria Pontani; riedito nel 2022
- Publio Ovidio Nasone, Metamorfosi, a cura di Piero Bernardini Marzolla, con uno scritto di Italo Calvino

1980
- Antologia Palatina, Libri IX-XI, vol. 3 [di 4], a cura di Filippo Maria Pontani, con 13 tavole; riedito nel 2023
- Giovanni Battista Ramusio, Navigazione e viaggi, vol. 3 [di 6], a cura di Marica Milanesi, con 15 tavole
- Fabliaux: racconti francesi medievali, a cura di Rosanna Brusegan, con 15 tavole
- Eugenio Montale, L'opera in versi, ed. critica a cura di Rosanna Bettarini e Gianfranco Contini

1981
- Antologia Palatina, Libri XII-XVI, vol. 4 [di 4], a cura di Filippo Maria Pontani, con 13 tavole; riedito nel 2023
- Publio Virgilio Marone, Le Bucoliche e Le Georgiche, Traduzione di Agostino Richelmy
- Charles Baudelaire, Scritti sull'arte, prefazione di Ezio Raimondi, traduzione di Giuseppe Guglielmi e Ezio Raimondi

1982
- Cronaca di Novalesa, a cura di Gian Carlo Alessio
- Gaio Plinio Secondo, Storia naturale, vol. 1 [di 5]: Cosmologia e Geografia, libri 1-6, Prefazione di Italo Calvino, saggio introduttivo di Gian Biagio Conte, nota biobibliografica di Alessandro Barchiesi, Chiara Frugoni, Giuliano Ranucci, traduzioni e note di Alessandro Barchiesi, Roberto Centi, Mauro Corsaro, Arnaldo Marcone, Giuliano Ranucci, con 14 tavole

1983
- Romancero: canti epico-lirici del Medioevo spagnolo, a cura di Cesare Acutis, con 12 tavole
- Antologia Palatina, Libri VII-VIII, vol. 2 [di 4], a cura di Filippo Maria Pontani, con 13 tavole
- Gaio Plinio Secondo, Storia naturale, vol. 2 [di 5]: Antropologia e Zoologia, libri 7-11, Traduzioni e note di Alberto Borghini, Elena Giannarelli, Arnaldo Marcone, Giuliano Ranucci, con 14 tavole

1984
- Giovanni Battista Ramusio, Navigazione e viaggi, vol. 4 [di 6], a cura di Marica Milanesi, con 15 tavole
- Gli scaldi: poesia cortese d'epoca vichinga, a cura di Ludovica Koch
- Gaio Plinio Secondo, Storia naturale, vol. 3 [di 5], tomo 1: Botanica, libri 12-19, Traduzioni e note di Andrea Aragosti, Roberto Centi, Franca Ela Consolino, Anna Maria Cotrozzi, Francesca Lechi, Alessandro Perutelli, con 15 tavole
- Marcel Proust, Scritti mondani e letterari, ed. italiana sul testo critico francese di Pierre Clarac e Yves Sandré, a cura di Mariolina Bongiovanni Bertini

1985
- Jean-Paul Sartre, Freud, una sceneggiatura, a cura di Jean-Bertrand Pontalis, traduzione di Angelo Morino
- Giovanni Battista Ramusio, Navigazione e viaggi, vol. 5 [di 6], a cura di Marica Milanesi, con 15 tavole
- Gaio Plinio Secondo, Storia naturale, vol. 3 [di 5], tomo 2: Botanica, libri 20-27, Traduzioni e note di Andrea Aragosti, Paola Cosci, Anna Maria Cotrozzi, Marco Fantuzzi, Francesca Lechi, con 15 tavole

1986
- Gaio Plinio Secondo, Storia naturale, vol. 4 [di 5]: Medicina e Farmacologia, libri 28-32, Traduzioni e note di Umberto Capitani e Ivan Garofalo, con 8 tavole
- Walter Benjamin, Parigi, capitale del XIX secolo: i «passages» di Parigi, a cura di Rolf Tiedemann, edizione italiana a cura di Giorgio Agamben
- Cantare del Cid, a cura di Cesare Acutis
- Giorgio Vasari, Le vite de' più eccellenti architetti, pittori, et scultori italiani, da Cimabue insino a' tempi nostri nell'edizione per i tipi di Lorenzo Torrentino, Firenze 1550, a cura di Luciano Bellosi e Aldo Rossi, presentazione di Giovanni Previtali

1987
- L'arte della cucina in Italia: libri di ricette e trattati sulla civiltà della tavola dal XIV al XIX secolo, a cura di Emilio Faccioli
- Beowulf, a cura di Ludovica Koch
- Tobias Smollett, La spedizione di Humphry Clinker, a cura di Giancarlo Mazzacurati

1988
- Gaio Plinio Secondo, Storia naturale, vol. 5 [di 5]: Mineralogia e Storia dell'arte, libri 33-37, Traduzioni e note di Antonio Corso, Rossana Mugellesi, Gianpiero Rosati, con 11 tavole
- Giovanni Battista Ramusio, Navigazione e viaggi, vol. 6 [di 6], a cura di Marica Milanesi, con 15 tavole
- Giovan Battista Armenini, De' veri precetti della pittura, a cura di Marina Gozzeri, prefazione di Enrico Castelnuovo
- Johann Jakob Bachofen, Il matriarcato: ricerca sulla ginecocrazia del mondo antico nei suoi aspetti religiosi e giuridici, 2 voll., a cura di Giulio Schiavoni
- Henry James, Racconti di fantasmi, a cura di Leon Edel, ed. a cura di Maria Luisa Castellani Agosti, con un saggio di Virginia Woolf

1989
- Alexis de Tocqueville, L'Antico Regime e la Rivoluzione, a cura di Corrado Vivanti, introduzione di Luciano Cafagna
- Béroalde de Verville, L'arte di fare fortuna, Traduzione di Augusto Frassineti, a cura di Barbara Piqué, introduzione di Giovanni Macchia con 12 tavole
- Teofilo Folengo, Baldus, a cura di Emilio Faccioli
- William Butler Yeats, Fiabe irlandesi, Traduzione di Mariagiovanna Andreolli e Melita Cataldi, con 8 tavole
- Hartmann von Aue, Gregorio e Il povero Enrico, Traduzione di Laura Mancinelli
- Clarín, La presidentessa, Traduzione di Flaviarosa Nicoletti Rossini, introduzione di Dario Puccini
- Charles Darwin, Viaggio di un naturalista intorno al mondo, introduzione di Franco Marenco, Traduzione di Mario Magistretti, con 16 tavole
- George Gordon Byron, Vita attraverso le lettere, a cura di Masolino d'Amico, con 16 tavole

1990
- Johann Wolfgang von Goethe, Divan occidentale-orientale, a cura di Giorgio Cusatelli, con 8 tavole
- Nuovo Mondo: documenti della storia della scoperta e dei primi insediamenti europei in America, 1492-1640. Gli inglesi, 1496-1640, a cura di Franco Marenco, con 30 tavole
- San Paolo, Le lettere, a cura di Carlo Carena, con uno scritto di Mario Luzi, con 25 tavole
- Edgar Allan Poe, I racconti: 1831-1849, Traduzione di Giorgio Manganelli, introduzione di Julio Cortázar, con 30 tavole

1991
- Nuovo Mondo: documenti della storia della scoperta e dei primi insediamenti europei in America, 1492-1640. Gli italiani, 1492-1565, a cura di Paolo Collo e Pier Luigi Crovetto, con 25 tavole
- Henry James, Racconti italiani, a cura di Maria Luisa Castellani Agosti, note ai testi di Maurizio Ascari, con 16 illustrazioni
- Anton Čechov, Teatro, Traduzione di Gerardo Guerrieri, Ettore Lo Gatto, Angelo Maria Ripellino e Vittorio Strada, introduzione di Angelo Maria Ripellino
- Lucio Anneo Seneca, Le tragedie, a cura di Vico Faggi, nota di Charles Segal

1992
- Francesco Maria Guaccio, Compendium maleficarum, a cura di Luciano Tamburini, preambolo di Carlo Carena
- Nuovo Mondo: documenti della storia della scoperta e dei primi insediamenti europei in America, 1492-1640. Gli spagnoli, 1493-1609, a cura di Aldo Albonico e Giuseppe Bellini, con 24 tavole
- John Milton, Paradiso perduto, a cura di Roberto Sanesi, con 34 tavole di Emilio Tadini
- Cristoforo Colombo, Gli scritti, a cura di Consuelo Varela, Introduzione di Juan Gil, ed. italiana a cura di Paolo Collo, traduzione e revisione dei testi di Pier Luigi Crovetto, con 19 tavole
- Jean Bottéro e Samuel Noah Kramer, Uomini e dèi della Mesopotamia: alle origini della mitologia, Introduzione e cura di Giovanni Bergamini, traduzione di Alessandra Cellerino e Michela Ruffa riveduta da G. Bergamini, con 17 tavole

1993
- Bhatta Somadeva, L'oceano dei fiumi dei racconti, 2 voll., a cura di Fabrizia Baldissera, Vincenzina Mazzarino e Maria Pia Vivanti, con 60 tavole
- Gianni Rodari, I cinque libri: storie fantastiche, favole, filastrocche, disegni di Bruno Munari, con una nota di Pino Boero
- Fiabe popolari inglesi, raccontate da Katharine Briggs, Traduzione di Stefania Bertola, illustrazioni di Arthur Rackham, con 16 tavole
- Sassone Grammatico, Gesta dei re e degli eroi danesi, a cura di Ludovica Koch e Maria Adele Cipolla, con 18 tavole
- Wolfram von Eschenbach, Parzival, a cura di Laura Mancinelli, Traduzione e note di Cristina Gamba, con 12 tavole

1994
- Fiabe campane: i novantanove racconti delle dieci notti, 2 voll., a cura di Roberto De Simone, commento e note di Ugo Vuoso, con 22 illustrazioni originali di Gennaro Vallifuoco
- Wallace Stevens, Harmonium: poesie 1915-1955, a cura di Massimo Bacigalupo, con 16 tavole
- Anton Francesco Doni, I mondi e gli inferni, a cura di Patrizia Pellizzari, introduzione di Marziano Guglielminetti, con 24 tavole

1995
- Jules Verne, Trilogia del capitano Nemo: I figli del capitano Grant, vol. 1 [di 3], a cura di Luciano Tamburini, con un saggio introduttivo di Michel Butor, con 12 tavole di Pirro Cuniberti
- Jules Verne, Trilogia del capitano Nemo: L'isola misteriosa, vol. 2 [di 3], a cura di Luciano Tamburini, con 8 tavole di Pirro Cuniberti
- Jules Verne, Trilogia del capitano Nemo: Ventimila leghe sotto i mari, vol. 3 [di 3], a cura di Luciano Tamburini, con 12 tavole di Pirro Cuniberti
- Jacopo da Varazze, Legenda aurea, a cura di Alessandro e Lucetta Vitale Brovarone, con 24 tavole; Nuova edizione, 2007[10]
- Mistica ebraica: testi della tradizione segreta del giudaismo dal III al XVIII secolo, a cura di Giulio Busi e Elena Loewenthal, introduzione di Giulio Busi, con 19 tavole
- María de Zayas y Sotomayor, Novelle amorose ed esemplari, a cura di Sonia Piloto di Castri, con 17 illustrazioni tratte da opere di Francisco de Zurbarán

1996
- Bestiari medievali, a cura di Luigina Morini, con 16 tavole
- Vilhelm Grønbech, Miti e leggende del Nord, a cura di Anna Grazia Calabrese, con 24 tavole di Ernst Hansen
- Henry James, La musa tragica, a cura di Maurizio Ascari, con 16 tavole
- Tomaso Garzoni, La piazza universale di tutte le professioni del mondo, 2 voll., a cura di Paolo Cherchi e Beatrice Collina, con 16 tavole

1997
- Vitruvio, De architectura, a cura di Pierre Gros, traduzione di e commento di Antonio Corso e Elisa Romano, con 52 tavole
- Erasmo da Rotterdam, Elogio della follia, a cura di Carlo Carena
- Luis de León, I nomi di Cristo, a cura di Mario Di Pinto
- Gérard de Nerval, Viaggio in Oriente, a cura di Bruno Nacci

1998
- Fiabe giapponesi, a cura di Maria Teresa Orsi, con 12 tavole
- Rudyard Kipling, I libri della Giungla e altri racconti di animali, a cura di Ottavio Fatica, con 16 illustrazioni
- John Ruskin, Pittori moderni, 2 voll., a cura di Giovanni Leoni, con la collaborazione di Alessandro Guazzi, introduzione di Giuseppe Leonelli, con 48 tavole

1999
- I Miracoli della Vergine: testi volgari medievali (contiene testi in lingua originale a fronte di Gautier de Coincy, Gonzalo de Berceo, Alfonso X el Sabio), a cura di Carlo Beretta, introduzione di Cesare Segre, con 16 tavole
- Robert Louis Stevenson, I racconti, a cura di Alessandro Ceni, con 16 tavole
- Varlam Šalamov, I racconti di Kolyma, a cura di Irina P. Sirotinskaja, traduzione di Sergio Rapetti, con 16 tavole
- Giulio Busi, Simboli del pensiero ebraico: lessico ragionato in settanta voci, con 12 tavole

2000
- Geoffrey Chaucer, Opere, 2 voll.,[11] a cura di Piero Boitani, traduzione di Vincenzo La Gioia, note di Emilia Di Rocco
- Fiabe dei Balcani, a cura di Aleksandra Šucur, introduzione di Antonio Faeti, illustrazioni di Lorenzo Mattotti, con 12 tavole
- Alex Shoumatoff, Leggende del deserto americano, Traduzione di Marco Bosonetto
- Dario Fo, Teatro, a cura di Franca Rame, con 27 disegni originali dell'autore

2001
- Pellegrino Artusi, La scienza in cucina e l'arte di mangiar bene, a cura di Piero Camporesi, con uno scritto di Emilio Tadini, illustrazioni di Giuliano Della Casa
- Regole monastiche d'Occidente, a cura di Enzo Bianchi, traduzione e note Cecilia Falchini, fotografie di Gabriele Basilico
- Emilio Salgari, Romanzi di giungla e di mare (Le tigri di Mompracem. I misteri della giungla nera. Un dramma nell'Oceano Pacifico), a cura di Ann Lawson Lucas, con uno scritto di Michele Mari
- Gershom Scholem, Šabbetay Sevi: il messia mistico (1626-1676), introduzione di Michele Ranchetti

2002
- Giambattista Basile, Il cunto de li cunti, 2 voll., nella riscrittura di Roberto De Simone, note di Candida De Iudicibus, illustrazioni di Gennaro Vallifuoco
- Eugène Delacroix, Diario, 2 voll. [1804-54 e 1855-63], a cura di Lamberto Vitali
- Lettere di condannati a morte della Resistenza italiana: 8 settembre 1943 - 25 aprile 1945, a cura di Piero Malvezzi e Giovanni Pirelli, nota introduttiva di Gustavo Zagrebelsky
- Federico García Lorca, Il mio segreto: poesie inedite 1917-1919, a cura di Miguel García-Posada, traduzione di Glauco Felici
- Euripide, Le tragedie, a cura di Anna Beltrametti, traduzione di Filippo Maria Pontani, con un saggio di Diego Lanza, fotografie di Mimmo Jodice

2003
- Tito Lucrezio Caro, De rerum natura, a cura di Alessandro Schiesaro, traduzione di Renata Raccanelli, note di Carlo Santini, illustrazioni di Giulio Paolini fotografate da Paolo Mussat Sartor
- Fiabe ebraiche, a cura di Elena Loewenthal, illustrazioni di Mimmo Paladino
- Regole monastiche femminili, a cura di Lisa Cremaschi, introduzione di Enzo Bianchi, fotografie di Bruna Biamino
- Le Corbusier, Scritti, a cura di Rosa Tamborrino, fotografie di Guido Guidi

2004
- Gli Angeli Custodi: storia e figure dell'amico vero, trattati barocchi scelti e introdotti da Carlo Ossola, con un racconto e un apologo di Nikolaj Leskov, a cura di Silvia Ciliberti e Giacomo Jori, bibliografia a cura di Linda Bisello
- Cronache di San Gallo, a cura di Gian Carlo Alessio, introduzione e note di Peter Erhart, nota alle illustrazioni e apparato iconografico di Fabrizio Crivello
- Erasmo da Rotterdam, Scritti religiosi e morali, introduzione di Adriano Prosperi, a cura e con la traduzione di Cecilia Asso
- Alexandre Dumas, Viva Garibaldi: un'odissea nel 1860, testo critico di Claude Schopp, ed. italiana a cura di Gilles Pecout e Margherita Botto

2005
- Giuseppe Rovani, Cento anni, introduzione di Folco Portinari, nota al testo di Monica Giachino
- Giulio Busi, Qabbalah visiva
- Henry James, Racconti di artisti, scelti e introdotti da Francis Otto Matthiessen, prefazione di Susi Pietri, traduzione di Cesare Rusconi

2006
- Alexis de Tocqueville, La democrazia in America, a cura di Corrado Vivanti, traduzione di Anna Vivanti
- Paolo Giovio, Elogi degli uomini illustri, a cura di Franco Minonzio, traduzione di Andrea Guasparri e Franco Minonzio, prefazione di Michele Mari, nota alle illustrazioni di Luca Bianco
- I Vangeli: Marco, Matteo, Luca, Giovanni, a cura di Giancarlo Gaeta
- Ibn Baṭṭūṭa, I viaggi, a cura di Claudia Maria Tresso, illustrazioni di Aldo Mondino

2007
- I canovacci della Commedia dell'Arte, a cura di Anna Maria Testaverde, trascrizione dei testi e note di Anna Evangelista, prefazione di Roberto De Simone, con 16 tavole
- Mistici italiani dell'età moderna, a cura di Giacomo Jori, introduzione di Carlo Ossola
- Brunetto Latini, Tresor, a cura di Pietro G. Beltrami, traduzione di Paolo Squillacioti, Plinio Torri e Sergio Vatteroni, con 16 tavole
- Francesco Petrarca, Gli uomini illustri - Vita di Giulio Cesare, a cura di Ugo Dotti, con 9 tavole dei Trionfi di Cesare di Andrea Mantegna

2008
- Carlo Collodi, Le avventure di Pinocchio, illustrate da Lorenzo Mattotti, introduzione di Tiziano Scarpa, nota alle illustrazioni di Emilio Varra
- Johann-Peter Eckermann, Conversazioni con Goethe negli ultimi anni della sua vita, a cura di Enrico Ganni, Traduzione di Ada Vigliani, prefazione di Hans-Ulrich Treichel, nota alle illustrazioni di Luca Bianco
- Mistici bizantini, a cura di Antonio Rigo, prefazione di Enzo Bianchi, con 14 tavole
- Zohar: il libro dello splendore, a cura di Giulio Busi, traduzione di Anna Linda Callow, con 12 tavole

2009
- L'arte della guerra: da Sun Tzu a Clausewitz, a cura di Gastone Breccia, illustrazioni originali di Antonio Riello
- Nebbia, a cura di Remo Ceserani e Umberto Eco, con la collaborazione di Francesco Ghelli e un saggio di Antonio Costa, 8 fotografie di Luigi Ghirri, nota alle illustrazioni di Luca Bianco
- Orazio Flacco, Tutte le poesie, a cura di Paolo Fedeli, traduzione di Carlo Carena

2010
- Dionigi di Alicarnasso, Le antichità romane, a cura di Francesco Donadi e Gabriele Pedullà, traduzione di Elisabetta Guzzi
- Omero, Odissea, a cura di Guido Paduano, illustrazioni di Luigi Mainolfi, con 16 tavole
- Jaroslav Hašek, Le vicende del bravo soldato Švejk durante la guerra mondiale, a cura di Giuseppe Dierna, illustrazioni di Josef Lada

2011
- Malik ibn Anas, Al-Muwatta': manuale di legge islamica, a cura di Roberto Tottoli, indici a cura di Luca Patrizi, illustrazioni originali di Marco Campedelli
- Charles Augustin de Sainte-Beuve, Port-Royal, 2 voll., a cura di Mario Richter, traduzione di Elettra Bordino, Fabiola Baldo, Marina Bernardi, Maria Dario e Alessandra Flores D'Arcais
- Sigmund Freud, Racconti analitici, a cura di Mario Lavagetto, con tavole di Lorenzo Mattotti, note di Anna Buia, traduzione di Giovanna Agabio
- Charles Darwin, La variazione degli animali e delle piante allo stato domestico, a cura di Alessandro Volpone, prefazione di Telmo Pievani, illustrazioni di Stefano Faravelli

2012
- Murasaki Shikibu, La storia di Genji, a cura di Maria Teresa Orsi, illustrazioni di Yamaguchi Itaro
- Cesare Ripa, Iconologia, a cura di Sonia Maffei
- Omero, Iliade, a cura di Guido Paduano e Maria Serena Mirto, illustrazioni di Luigi Mainolfi
- Giuseppe Verdi, Lettere, a cura di Edoardo Rescigno, illustrazioni di Giuliano Della Casa

2013
- Joanot Martorell, Tirante il Bianco, a cura di Paolo Cherchi
- Erasmo da Rotterdam, Modi di dire. Adagiorum Collectanea, testo latino a fronte, a cura di Carlo Carena
- Vincent van Gogh, Lettere, a cura di Cynthia Saltzman

2014
- Guillaume de Lorris-Jean de Meung, Romanzo della Rosa. Testo francese antico a fronte, a cura e con la traduzione di Mariantonia Liborio, con una nota di Silvia De Laude
- L'universo di Kāma. Testi d'amore dell'antica India, a cura di Fabrizia Baldissera
- Giulio Busi-Raphael Ebgi (a cura di), Giovanni Pico della Mirandola. Mito, Magia, Qabbalah
- François-René de Chateaubriand, Il Genio del Cristianesimo, a cura e con la traduzione di Mario Richter

2015
- Aristotele, frammenti stoici, Plutarco, Porfirio, L'anima degli animali, a cura e con la traduzione di Pietro Li Causi e Roberto Pomelli, illustrazioni di Alessandro Sanna
- François de La Rochefoucauld, Sentenze e massime morali, a cura di Carlo Carena, con uno scritto di Jean d'Ormesson, testo francese a fronte
- François-René de Chateaubriand, Memorie d'oltretomba, 2 voll., a cura di Ivanna Rosi e Fabio Vasarri, introduzione di Cesare Garboli, traduzione di I. Rosi, Filippo Martellucci, F. Vasarri

2016
- Giovanni Botero, Della Ragion di Stato, a cura di Pierre Benedittini e Romain Descendre
- Baldassar Castiglione, Lettere famigliari e diplomatiche, 3 voll., a cura di Angelo Stella, Umberto Morando e Roberto Vetrugno, introduzione di A. Stella
- Umanisti italiani. Pensiero e destino (antologia di testi di Giovanni Nesi, Francesco Petrarca, Leonardo Bruni, Poggio Bracciolini, Lorenzo Valla, Leon Battista Alberti, Marsilio Ficino, Cristoforo Landino, Pico della Mirandola, Poliziano, Girolamo Savonarola, Leonardo da Vinci, Niccolò Machiavelli) , a cura di Raphael Ebgi, saggio introduttivo di Massimo Cacciari

2017
- Roberto De Simone, La canzone napolitana, illustrazioni di Gennaro Vallifuoco
- Voltaire, Saggio sui costumi e lo spirito delle nazioni [e sui principali fatti della storia da Carlomagno sino a Luigi XIII], 2 voll., a cura di Domenico Felice, Introduzione di Roberto Finzi, traduzione di D. Felice, Lorenzo Passarini, Fabiana Fraulini, Piero Venturelli
- Frank Baum, I libri di Oz,[12] a cura di Chiara Lagani, illustrazioni di Mara Cerri

2018
- Pierre Bayle, Commentario filosofico sulla tolleranza, a cura di Stefano Brogi
- Johann Wolfgang Goethe, Dalla mia vita. Poesia e verità, a cura di Enrico Ganni, Introduzione di Klaus-Detlef Müller
- Giuseppe Gioachino Belli, I sonetti, 4 voll., edizione critica annotata e commentata diretta da Pietro Gibellini, a cura di P. Gibellini, Lucio Felici ed Edoardo Ripari
- Le edizioni Einaudi 1933-2018, Prefazione di Ernesto Franco, saggi di Luca Bianco e Ambrogio Bersani, a cura di Mauro Bersani e S. Pico

2019
- Daniello Bartoli, Istoria della Compagnia di Gesù. L'Asia, 2 voll., Introduzione di Adriano Prosperi, contributi di Elisa Frei, a cura di Umberto Grassi
- Aby Warburg, Astrologica. Saggi e appunti 1908-1929, Introduzione, trad. e cura di Maurizio Ghelardi
- Giulio Busi, Città di luce. La mistica ebraica dei Palazzi Celesti

2020
- Gregorio di Tours, I miracoli di San Martino, Introduzione, trad. e cura di Silvia Cantelli Berarducci
- Artù, Lancillotto e il Graal. Volume I [di 4]. La storia del Santo Graal. La storia di Merlino. Il seguito della storia di Merlino, a cura di Lino Leonardi, trad., introduzioni e commento a cura di Carlo Beretta, Fabrizio Cigni, Marco Infurna, Claudio Lagomarsini e Gioia Paradisi
- Antonio Gramsci, Lettere dal carcere, a cura di Francesco Giasi, con la collaborazione e i contributi di Maria Luisa Righi, Eleonora Lattanzi e Delia Miceli

2021
- Artù, Lancillotto e il Graal. Volume II [di 4]: Lancillotto del lago. (La marca di Gallia - Galehaut), trad. Nicola Morato, Anatole Pierre Fuksas, Elena Spadini
- Marsilio Ficino, Anima mundi. Scritti filosofici, trad. e cura di Raphael Ebgi
- Aby Warburg, Fra antropologia e storia dell'arte. Saggi, conferenze, frammenti, Introduzione di Maurizio Ghelardi
- Bibbia. Volumi I-II: Antico Testamento. Volume III: Nuovo Testamento, Prefazione di Enzo Bianchi,[13] a cura di Mario Cucca, Federico Giuntoli e Ludwig Monti, 50 illustrazioni curate da François Bœspflug e Manuela Fogliadini, pp. 3920

2022
- Publio Ovidio Nasone, Le metamorfosi, 2 voll., Introd. e trad. a cura di Guido Paduano, contributi di Luigi Galasso e Luca Bianco
- Artù, Lancillotto e il Graal. Volume III [di 4]: Lancillotto del lago (La carretta - Agravain), a cura di L. Leonardi
- Luigi Lanzi, Storia pittorica della Italia dal risorgimento delle belle arti fin presso al fine del XVIII secolo, 2 voll., a cura di Paolo Pastres, saggio introduttivo di Massimiliano Rossi
- Cesare Lombroso, L'amore nei pazzi e altri scritti (1851-1909), a cura di Alberto Cavaglion, saggio di Silvano Montaldo

2023
- Robert Burton, Anatomia della malinconia, 2 voll., a cura di Stefania D'Agata D'Ottavi
- Jakob Burckhardt, Il Rinascimento italiano. Civiltà e Arte, a cura di Maurizio Ghelardi
- Artù, Lancillotto e il Graal. La ricerca del Santo Graal. La morte di re Artù. Volume IV [di 4], Premessa di Lino Leonardi, trad. di Eugenio Burgio e L. Leonardi, illustrazioni di Lorenzo Mattotti
- Inni cristiani d'Occidente. L'innario della Liturgia horarum iuxta Ritum Romanum, editio typica altera, trad. e cura di Federico Giuntoli

2024
- Antonio Stoppani, Il Bel Paese. Conversazioni sulle bellezze naturali la geologia e la geografia fisica d'Italia, Introduzione e cura di Walter Barberis
- Karl Marx, Il Capitale. Libro I, trad. [della IV ed. tedesca, uscita nel 1890, assemblata da Friedrich Engels] di Stefano Breda, Gabriele Schimmenti e Giovanni Sgrò, a cura di Roberto Fineschi
- Roberto Longhi, Da Cimabue a Morandi, scritto introduttivo di Lina Bolzoni, a cura di Cristina Acidini Luchinat e Maria Cristina Bandera[14]
- Trattati rinascimentali di architettura, a cura di Francesco Paolo Fiore

2025
- Giulio Busi, La sposa mistica. Corpi terreni, erotismo divino. Dal «Cantico dei cantici» a Paul Celan
- Suso Cecchi D'Amico, La fortuna di essere donna. E altre storie per il cinema, a cura di Caterina D'Amico e Francesco Piccolo

### in preparazione
- Molière, Teatro, trad. di Cesare Garboli